# Menneville, Aisne

Menneville este o comună în departamentul Aisne din nordul Franței. În 1 ianuarie 2018 avea o populație de 511 de locuitori.